# カール・シュヴァルツシルト・メダル
カール・シュヴァルツシルト・メダルは、ドイツ天文協会が贈与する天文学の賞である。カール・シュヴァルツシルトの天文学上の功績を記念して設けられた。

## 受賞者一覧
- 1959年: マーチン・シュヴァルツシルト
- 1963年: シャルル・フェーレンバッハ
- 1968年: マーテン・シュミット
- 1969年: ベンクト・ストレームグレン
- 1971年: アントニー・ヒューイッシュ
- 1972年: ヤン・オールト
- 1974年: コルネリス・デ・ヤヘル
- 1975年: ライマン・スピッツァー
- 1977年: Wilhelm Becker
- 1978年: ジョージ・B・フィールド
- 1980年: ルードヴィッヒ・ビーアマン
- 1981年: ボーダン・パチンスキー
- 1982年: Jean Delhaye
- 1983年: ドナルド・リンデンベル
- 1984年: Daniel M. Popper
- 1985年: エドウィン・サルピーター
- 1986年: スブラマニアン・チャンドラセカール
- 1987年: ロードヴァイク・ヴォルチェ
- 1989年: マーティン・リース
- 1990年: ユージン・ニューマン・パーカー
- 1992年: フレッド・ホイル
- 1993年: レイモンド・ウィルソン
- 1994年: ヨーアヒム・トリュンパー
- 1995年: ヘンドリク・ファン・デ・フルスト
- 1996年: キップ・ソーン
- 1997年: ジョゼフ・テイラー
- 1998年: Peter A. Strittmatter
- 1999年: エレミア・オストライカー
- 2000年: ロジャー・ペンローズ
- 2001年: 小平桂一
- 2002年: チャールズ・タウンズ
- 2003年: de:Erika Boehm-Vitense
- 2004年: リカルド・ジャコーニ
- 2005年: de:Gustav Andreas Tammann
- 2007年: Rudolf Kippenhahn
- 2008年: ラシード・スニャーエフ
- 2009年: Rolf-Peter Kudritzki
- 2010年: ミシェル・マイヨール
- 2011年: ラインハルト・ゲンツェル
- 2012年: サンドラ・フェイバー
- 2013年: Karl-Heinz Rädler
- 2014年: マーガレット・ゲラー
- 2015年: Immo Appenzeller
- 2016年: Robert Williams
- 2017年: Richard Wielebinski
- 2018年: Andrzej Udalski
- 2019年: エヴィン・ファン・ディショック
- 2020年: Friedrich-Karl Thielemann
- 2021年: ジョスリン・ベル・バーネル
- 2022年: Hans-Thomas Janka
- 2023年:Thomas Henning
- 2024年:Anton Zensus